# Språklandskap
Språklandskap (engelska: linguistic landscape, tyska: Sprachlandschaften) är ett forskningsområde som undersöker ett eller flera språks visuella representation i offentligheten. Undersökningen görs ofta på ett mindre lokalområde men även större helheter kan analyseras, till exempel engelskans ställning i världsmetropoler. Föremål för analys är bland annat skyltar, affischer, graffiti och skyltfönster. Forskningen kombinerar studier i sociologi, sociolingvistik, geografi, media och socialpsykologi. Majoriteten av de undersökningar som hittills gjorts placerar sig ändå inom sociolingvistiken. I vissa länder finns föregångarna i språklandskapsstudier också inom dialektforskningen. 

## Forskningshistorik
Forskningsområdet är relativt nytt men i ett flertal länder har empiriska undersökningar i ämnet redan gjorts. Akademiska konferenser har hållits och flera forskarnamn associeras redan med detta fält. De senaste decennierna har intresset för det visuella språkliga landskapet ökat. Tekniska framsteg som digitalkameran har underlättat forskningen i ämnet. Paradigmen har utvecklats snabbt men på grund av att forskningen ännu är ung saknar den en tydlig teoretisk kärna. Många frågor är ännu öppna och väcker debatt. Ska till exempel små, handgjorda skyltar analyseras på samma sätt som stora kommersiella?

## Flerspråkighet och minoritetsspråk
Studier i språklandskap stöder också flerspråkighetsforskningen. Det språk som används på allmänna skyltar indikerar vilket språk som är lokalt relevant eller vilka språk man vill lyfta till lokal relevans. I många flerspråkiga samhällen tas flerspråkiga skyltar för givet. Man vill nå ut till så många som möjligt. Ifall skyltarna inte är flerspråkiga används enspråkiga skyltar, skrivna på ett språk som är relevant i det flerspråkiga samhället.
Studier i språklandskap kan berätta mycket om flerspråkigheten i ett samhälle. Genom att granska hur flerspråkigheten syns visuellt kan man notera olika variationer av flerspråkighet i olika områden. Man kan också jämföra olika språks status och ställning, beroende på vilken synlighet de har i offentligheten. 
Flerspråkiga skyltar förväntar sig flerspråkiga läsare och alla budskap är inte ens menade att förstås av alla. Vissa budskap är endast till för att ”förmedla ett annat språks aura”.  Engelskspråkiga budskap kan till exempel uttryckas på ”låtsastyska/låtsasfranska”. De är då menade att förmedla auran av det tyska/franska språket, men de är skrivna för engelskspråkiga läsare. På samma sätt kan latinsk skrift fås att se ut som till exempel kyrilliska, för att användare av det latinska alfabetet ska associera till kyrillisk skrift.
För minoritetsspråk är studier i språklandskap viktiga. Forskaren Kjell Herberts vid Institutet för samhällsforskning vid Åbo Akademi i Vasa menar i sin studie i språklandskapen i Vasa och Umeå att språkets synlighet i offentligheten är viktigt för ett minoritetsspråk, inte bara för att sprida information till de som talar språket. Det visar också på språkets ställning och status i samhället. Inte minst så stärker det talarnas språkliga självsäkerhet och identitet att se sitt språk representeras i offentligheten. Även om det kan ses som överflödigt att t.ex. skriva ut två nästan identiska ortsnamn på ett skylt så är båda språkens synlighet viktig. Användningen av typsnitt och teckenstorlek visar också på hurudant utrymme de respektive språken får.
I flerspråkiga samhällen (t.ex. i Finland) kan det också vara lagstadgat att alla språk ska ges samma synlighet, i synnerhet om de är officiella språk. Trots språklagen kan det ändå finnas skillnader mellan kommuner i hur detta förverkligas. Den privata sektorn är däremot i regel inte lika reglerad. I flerspråkiga samhällen gäller ofta att anvisningar, avtal, varningar och dylikt bör vara tillgängliga på konsumentens språk. Företag får ändå själva välja vilka språk de lyfter fram på sina skyltar, affischer, menyer osv. Här kan man notera skillnader mellan t.ex. väl etablerade, lokala företag och stora internationella kedjor. De lokala företagen kan ha lättare att anpassa sin kommunikation till hur språklandskapet ser ut på en viss ort, eftersom de känner till det. Större kedjor kan däremot ha svårare att anpassa sin kommunikation till den lokala språksituationen och risken finns att kommunikationen på minoritetsspråket lämnas bort eller att all kommunikation sker på engelska. 
Även om studier i språklandskap oftare utförs i flerspråkiga samhällen kan sådana också genomföras i enspråkiga stater. I Tyskland har det forskats en del i detta. Ett land behöver heller inte ha flera officiella språk för att räknas som flerspråkigt. I Israel utgörs till exempel språklandskapet av hebreiska, arabiska och engelska, men endast hebreiskan har status som officiellt landsspråk. 

## Tillvägagångssätt i språklandskapsforskning
Jan Blommaert, sociolingvist och språkprofessor vid Tilburguniversitetet, menar att det första steget i analys av språklandskap är en diagnostisering av språksituationer i ett visst område. Området kan avgränsas till en viss gata, en by, ett land eller en digital miljö. I diagnostiseringen får man en uppfattning om områdets flerspråkighet, språkdominansen, språkens ställning och språkprinciperna.
Exempel på forskningsfrågor för en analys av språklandskap är: 
- Vilka språk / hur många språk förekommer i text i ett specifikt allmänt område?
- Är texterna på skyltarna (eller annat föremål för analys) enspråkiga, tvåspråkiga eller flerspråkiga?
- Hur kombineras språken på flerspråkiga skyltar?
- Används olika språk för olika syften och i olika kontext?
- I vilken form syns texten i offentligheten (skylt, affisch, hemsida osv.)
- Hur skiljer sig texternas ortografiska, lexikala, syntaktiska eller litterära egenskaper? Här kan till exempel olika typsnitt granskas.

Nästa steg i analys av språklandskap är tolkningen av texten, indexikaliteten. Texten kan ha olika nivåer av betydelse och referera till olika saker. Blommaert och Maly nämner i sin studie från år 2016 “Ethnographic linguistic landscape analysis and social change: A case study” tre pilar som varje analysobjekt har. Den första, ”backward arrow” pekar bakåt, mot textens producent. Den visar på historisk kontext, det vill säga tid och plats för produktionen av texten och vem som producerat den. Pilen framåt, ”the forward arrow” syftar till adressaterna och hur texten emottas av dem. ”The sideway arrow” pekar på nutiden och objektets placering bland andra symboler i språklandskapet. Här undersöks alltså budskap och information som förmedlas symboliskt, inte bara vad den tryckta texten säger.